# سوداگران مرگ (رمان)
سوداگران مرگ یکی از رمان‌های معمایی آیزاک آسیموف نویسندهٔ آمریکایی است.
این داستان در سال ۱۹۵۷ نوشته شد و انتشاران اِوان در سال ۱۹۵۸ آن را تحت عنوان آزمایش مرگ (داستان) منتشر نمود. این رمان در سال ۱۹۶۸ با عنوان انتخابی خود آیزاک آسیموف، آزمایش مرگ (داستان) توسط انتشارات واکر اند کامپانی دوباره به چاپ رسید.
در ایران این رمان توسط شهریار بهترین به فارسی ترجمه شد و با عنوان آزمایش مرگ در سال ۱۳۶۸ توسط انتشارات شقایق به چاپ رسید.

## موضوع رمان
رمان با مرگ رالف نوفلد در آزمایشگاه شیمی یک دانشکده آغاز می‌شود و دکتر لوئیس برید، استادیار و استاد راهنمای نوفلد می‌کوشد معمای مرگ او را حل نماید.